# Biorca narządów
Biorca narządów – osoba przyjmująca narząd lub tkankę od dawcy. Przeszczep może pochodzić od:
- samego biorcy (przeszczep autogeniczny)
- bliskiej osoby żywej lub martwej (przeszczep allogeniczny)
- innego zwierzęcia (przeszczep ksenogeniczny)

Przykładami przeszczepianych narządów są: nerki, serce, skóra, rogówka, krew, szpik kostny.